# Cimetière de Saint-Pierre (Saint-Pierre-et-Miquelon)
Le cimetière de Saint-Pierre est l’unique cimetière publique de la commune française de Saint-Pierre.

## Description

### Situation et accès
Le cimetière de Saint-Pierre est situé à Saint-Pierre. 

## Éléments notables
Le cimetière comporte un cénotaphe érigé pour le clergé de l’île Saint-Pierre.